# Adam Warlock
Adam Warlock, originalmente conhecido como Ele ou Adam, é um personagem fictício que aparece nas histórias em quadrinhos publicadas pela Marvel Comics. As Primeiras aparições do personagem foram em "Fantastic Four" #66-67 (setembro a outubro de 1967) e "Thor" #165-166 (junho a julho de 1969). Ele foi criado por Stan Lee e Jack Kirby, e significativamente desenvolvido por Roy Thomas e Jim Starlin. No Universo Cinematográfico da Marvel, o personagem terá sua primeira aparição em Guardiões da Galáxia Vol. 3, sendo interpretado por Will Poulter.
Estreando na Era de Prata dos quadrinhos, o personagem já apareceu em mais de quatro décadas de publicações da Marvel, e estrelou os títulos "Marvel Premiere" , "Desafio Infinito" e "Strange Tales" , bem como cinco volumes de mesmo nome e várias séries limitadas relacionadas.

## Publicação
Depois de sua aparição enigmática nas aventuras do Quarteto Fantástico, o personagem reapareceu na revista Thor  #165-166 (junho e julho de 1969), como um super-vilão que rapta Sif, a namorada do Deus do Trovão, tentando formar com ela o primeiro casal de uma nova espécie cósmica. Com argumento de Roy Thomas e as ilustrações de Gil Kane, Ele reapareceria três anos depois primeiro como um guru de um grupo de jovens, depois como um alegórico Messias renomeado de Warlock, em série iniciada na revista Marvel Premiere #1 (abril de 1972). Essas aventuras se passaram na Contra-Terra, o planeta criado pelo Alto Evolucionário para abrigar suas formas de vidas evoluídas conhecidas por Novos Homens. A revista depois foi renomeada para  Warlock e com o logo de "The Power of Warlock" (o poder de Warlock) a série continuaria até o #8 (agosto de 1972 - outubro de 1973).
Após reaparecer como convidado especial na revista The Incredible Hulk #177-178 (julho-agosto de 1974), Adam Warlock recebeu uma nova série criada por Jim Starlin, aclamada pelos críticos e conhecida como "A Saga de Magus". As aventuras começaram na revista Strange Tales #178-181 (fevereiro-agosto de 1975) e continuaram em Warlock, revistas relançadas com os números 9-15 (outubro de 1975 - novembro de 1976). Starlin a escreveu e ilustrou (às vezes ajudado por Steve Leialoha). A trama envolve Warlock num épico de guerra contra a corrupção, império religioso espacial, sua versão futurista demagógica e louca e o cósmico supervilão Thanos. Num intervalo da saga Warlock apareceu numa aventura com o Homem-Aranha na revista Marvel Team-Up #55 (março de 1977), numa história escrita por Bill Mantlo e desenhada por John Byrne, até que a saga tivesse um grandioso epílogo em duas partes com autoria de Jim Starlin e publicada nas revistas anuais dos Vingadores (The Avengers Annual #7) e Marvel Two-in-One Annual #2 (ambas de 1977). Nesse desfecho morrem Adam Warlock, Thanos, Gamora e Pip. Warlock teria ainda uma quase-ressurreição na revista Marvel Two-in-One #61-63 (março-maio de 1980), escrita por Mark Gruenwald e desenhada por Jerry Bingham, na qual estreia a personagem "Ela", mais tarde chamada de Kismet.
Starlin ressussitaria Thanos nas minisséries The Thanos Quest #1-2 (setembro de 1990), nas quais escreveu com os desenhos de George Pérez e Ron Lim. Warlock, Gamora e Pip apareceriam na minissérie em seis edições Infinity Gauntlet (julho-dezembro de 1991). Os personagens voltariam em Silver Surfer, vol. 2, #60 e Doctor Strange vol. 3, #36 (ambos de dezembro de 1991).
Warlock começaria sua própria série em Warlock and the Infinity Watch, iniciada por Starlin e desenhada por Angel Medina. Durou 42 edições (fevereiro de 1992 - agosto de 1995), com Starlin escrevendo os primeiros 31 números. Foi substituído por Richard Ashford (uma revista) e John Arcudi até o término, com Pat Olliffe substituindo Medina nos desenhos. Mike Gustovich faria as duas revistas finais. Warlock foi um dos personagens principais em três mini-séries de Starlin : The Infinity War (junho-novembro de 1992), Silver Surfer / Warlock: Resurrection (março-junho de 1993) e The Infinity Crusade (junho-novembro de 1993).
Warlock também protagonizou as The Warlock Chronicles #1-8 (julho 1993 - fevereiro de  1994), com Starlin e diversos desenhistas. Apareceram depois quatro mini-séries chamadas de Warlock (vol. 3, novembro de 1998 - fevereiro de 1999), de Tom Lyle. Outra mini-série com o mesmo título mas sem ligação com Adam Warlock foi lançada em (1999-2000), estrelada pelo alienígena mutante Warlock de Novos Mutantes. Finalmente, outra mini-serie chamada Warlock (vol. 5, novembro de 2004 - fevereiro de 2005), foi escrita por Greg Pak e desenhada por Charles Adlard.
Warlock apareceu em quatro crossovers entre a Marvel Comics e a Malibu Comics (que criara o "Ultraverso"): Rune / Silver Surfer (abril de 1995, embora na capa apareça junho de 1995); Rune vol. 2, #6-7 (1995); e Ultraverse Unlimited #1 (junho de 1996).
As histórias das revistas regulares e das mini-séries citadas foram publicadas no Brasil pela Editora Abril, durante as décadas de 1980-1990, e atualmente pela Panini, embora algumas permanecem inéditas. Em Portugal, foram publicadas diversas histórias (da fase The Magus Saga) na revista Mundo de Aventuras.

## Biografia ficcional do personagem
"Ele" era uma criatura artificial nascida em um casulo como parte de uma experiência de cientistas renegados que formaram a organização conhecida como Enclave e o complexo científico chamado de Colméia, localizado na Ilha Shard que fica em meio a região do Oceano Atlântico. O objetivo dos cientistas era criar o "ser humano perfeito", sob o controle deles. O Quarteto Fantástico investigou o Enclave mas "Ele" fugiu, destruindo o complexo. "Ele" então foi para o Espaço. "Ele", envolvido novamente por um casulo para se proteger, foi atingido por um asteróide e salvo pelo alienígena Vigia, que o enviou de volta à Terra. O casulo ficou sob a observação dos militares que resolveram chamar deuses asgardianos para ajudá-los a descobrir do que se tratava. "Ele" revive e ao ver a deusa Sif decide tomá-la como sua companheira. Isso deixa Thor furioso, obrigando "Ele" a mais uma vez se proteger em um casulo e escapar.

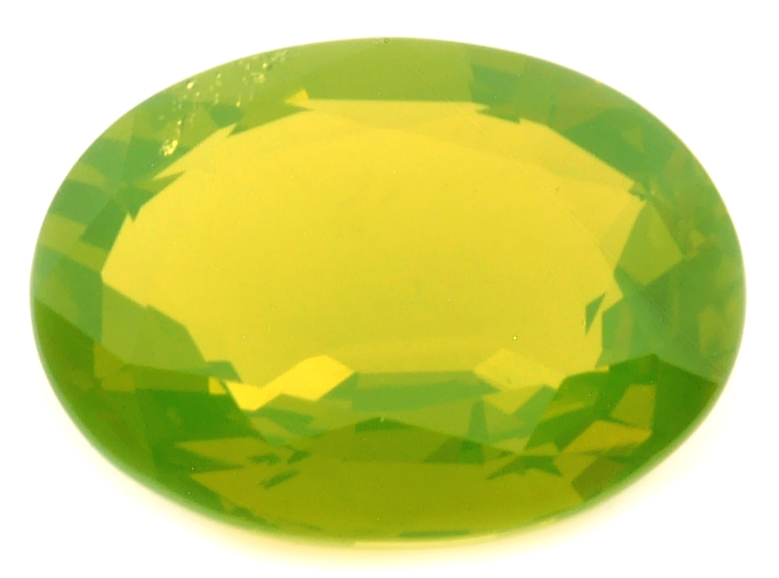
A Joia da Alma é pequena e possui uma luminosidade e coloração Verde

Warlock então é transportado para a Contra-Terra, uma cópia da Terra original criada pelo  Alto Evolucionário. O semideus quer que Warlock detenha o Homem-Fera, um lobo geneticamente modificado e que dissemina o mal pelo novo planeta, para dissabor do seu criador. Foi o Alto-Evolucionário que dá a "Ele" o seu novo nome - Adam, numa referência ao bíblico Adão - pois quer que ele seja o primeiro da sua espécie; e Warlock (Bruxo), para que os homens temessem seu poder. Adam recebe e a coloca na testa a misteriosa Joia da Alma cujo poder mudará sua vida. Warlock luta várias vezes contra o Homem-Fera, que consegue crucificá-lo e, aparentemente, matá-lo. Warlock, entretanto, consegue recriar o casulo para se recuperar e com a ajuda de Hulk enfim derrota o supervilão. Warlock então volta para o Espaço, para continuar a cumprir o seu papel de "Messias" cósmico em diferentes planetas.

### Magus e Thanos
Warlock está em um planeta desértico quando encontra um alienígena perseguido, que lhe fala da ameaça de um enlouquecido deus intergalático intitulado Magus. Esse novo personagem criou a Igreja Universal da Verdade e a usou para se tornar um tirano e dominar grande parte do Universo. Ao conquistar os muitos mundos ele oferecia apenas uma escolha aos nativos humanoides que encontrava: se converterem ou morrerem. Warlock decide combater a Igreja e encontra a ajuda de dois estranhos: Pip, o Troll, e a assassina Gamora, a mulher mais perigosa do Universo. Warlock então descobre que Magus é uma versão futurística de si mesmo, que assim ressurgiu depois de ficar cinco mil anos envolto em um novo casulo. Magus toma conhecimento de Warlock e lhe força a se submeter a diversos acontecimentos que assegurarão a transformação. O plano vai funcionando até que surge o titã Thanos, cuja intervenção não fora prevista por Magus e ameaça a sua transformação. Magus acaba sendo erradicado da existência e Thanos fica livre para prosseguir com seus planos malignos. Warlock então conhece e se defronta com o Ladrão de Estrelas, um humano em coma que conseguiu liberar sua consciência e a convertera numa força destruidora do Universo.
Thanos reaparece e seu objetivo agora é roubar o poder da Joia das Almas de Warlock. Thanos combina esse poder com outras Joias (chamadas de Joias do Infinito) e consegue o poder para destruir as estrelas a fim de causar um genocídio estelar. Gamora descobre os planos de Thanos e tenta matá-lo mas é ferida mortalmente. Pip também acaba assassinado pelo vilão para que não revele suas ações.
Gamora sobrevive o tempo suficiente para avisar Warlock, que viaja para a Terra e busca ajuda dos Vingadores, Capitã Marvel e a monge Serpente da Lua. Após se defrontarem com o exército de mercenários de Thanos, os Vingadores e Serpente da Lua vão até o Santuário I, o veículo de Thanos. Warlock e Capitã Marvel lutam com Thanos e são seguidos por Thor e Homem de Ferro. Capitã Marvel começa a destruir o canhão de Thanos energizado por uma gema gigante mas este assassina Warlock. Thor e Homem de Ferro completam o ataque, o que deixa Thanos enraivecido. Ele consegue derrotar os outros heróis. As entidades cósmicas Lorde Caos e Mestre Ordem intervêm e Serpente da Lua consegue enviar uma mensagem aos subconscientes do Homem-Aranha e do Coisa durante a batalha para que viessem ajudá-los. Ambos vão ao Espaço e o Homem-Aranha liberta os heróis cativos, conseguindo fazer contato com a Joia das Almas, trazendo de volta o espírito de Warlock que consegue regredir a forma de Thanos à rocha, terminando com a ameaça.
O Coisa mais tarde conhece "Ela", uma mulher artificial criada pelo Enclave, como uma equivalente feminina de "Ele" (Warlock). Em busca do seu companheiro, "Ela", o Coisa, Starhawk, Serpente da Lua e o Alto Evolucionário encontram o túmulo de Warlock. No entanto, apesar de descobrirem o corpo do herói intacto, percebem que seu espírito se fôra.

### Infinito
Anos depois o Surfista Prateado testemunha a ressurreição de Thanos pela Senhora Morte, que deseja que ele volte a ser seu campeão. Thanos então volta a coletar as Joias do Infinito, que ele rouba dos Anciões do Universo. Thanos coloca as joias em uma manopla e cria a Guarda do Infinito, controlando as energias do Cubo Cósmico.
A volta de Thanos força Warlock - juntamente com Pip e Gamora - a retornarem ao mundo físico. Em honra à morte, Thanos elimina metade da população do Universo e então parte para derrotar as entidades cósmicas similares à Senhora Morte: (Galactus, Celestiais e Eternidade). Um grupo de super-heróis terrestres - orientados por Warlock - quase derrota Thanos. Surge então Nébula, uma pirata de pele azul que se declara neta de Thanos. No fim Warlock divide as joias entre os seus companheiros, formando a sua Guarda do Infinito. O grupo é formado por Warlock, Pip, Gamora, Drax o Destruidor, Serpente da Lua e o regenerado Thanos.
Eles enfrentariam uma nova encarnação de Magus, que seria derrotada pela Guarda com a ajuda de outros heróis da Terra.
Warlock reapareceria num asilo cósmico envolvido em um casulo para se autorregenerar e é procurado pelos seu amigos para enfrentar uma crise causada pelos clones de Thanos. Warlock também se relaciona amorosamente com Gamora. e se encontra brevemente com a Mulher-Hulk.
Uma nova versão feminina de Warlock foi criada pelo Enclave (embora não se saiba se esse fato fará parte da cronologia oficial).

### Annihilation Conquest (Aniquilação)
Warlock é procurado pelas heroínas Phyla-Vell (Quasar) e Serpente da Lua a pedido da Suprema Inteligência Kree em função de uma profecia do "Salvador dos Krees", para combater a ameaça da Falange. Warlock não havia se regenerado o suficiente e estava desorientado, usando uma roupa que parecia com a de Magus. Mais tarde Warlock é dominado pelo robo Ultron e ataca a heroína Mântis deixando-a em coma. Ultron é expelido do corpo de Adam pelo alienígena mutante Warlock dos Novos Mutantes, da Tecnoanarquia. Warlock destrói Ultron numa última batalha e depois quer se juntar ao herói Star-Lord e formar uma nova equipe contra ameaças intergaláticas. Surge então uma versão moderna dos Guardiões da Galáxia.

## Poderes e habilidades
Adam Warlock possui inúmeras propriedades e poderes sobre-humanos derivados de sua estrutura genética artificialmente determinada.
- Manipulação da realidade: Desejou que uma torre gigante e praticamente impenetrável desaparecesse apenas falando para ela sumir e outras ocasiões mudou coisas quase irreparáveis.
- Manipulação de Energia: Tendo se tornado um consumidor direto de energia, como comentado por Thanos, Adam pode manipular a energia, bem como absorvê-la. Seu nível de poder lhe permitiu derrotar Quasar e o Surfista Prateado com um de seus ataques surpresa.
- Radiação de Microondas: Entre a energias que Adam pode manipular está a radiação de microondas, com a qual ele já foi visto sendo capaz de derreter pistolas.
- Construtos de Energia: Atualmente, os poderes de Adam incluem a habilidade de criar construtos de energia. Anteriormente, ele podia criar espadas ou armaduras. Sua proeficiência foi aumentada drasticamente, como notado pelo próprio Thanos, sendo capaz de criar múltiplos escudos, uma armadura completa, e uma maça.
- Aumento de Energia: Após renascer da morte, Adam ganhou a habilidade de aumentar a base de seu poder com o uso de sua energia. Sua encarnação atual, no entanto, é conhecida por ser talvez a mais poderosa, agora que possui o potencial poder do Tribunal Vivo, bem como estando páreo da Eternidade e Infinito em termo de poderes.
- Transmutação de Matéria: Este é um outro poder que Adam parece ter conservado, apesar das mudanças nos seus poderes. Anteriormente com Magia Quântica, Adam pode transmutar o conteúdo mineral de um planetoide no Sistema Disradi em um metal desconhecido de ultratransição que não existia anteriormente. Antes de seu renascimento em Aniquilação, Adam foi visto sendo capaz de transformar cães em humanos, transmutar balas em água, transmutar um paraquedas no ar, e encolher monstros com o uso da Joia da Alma.
- Voo: Adam Warlock também pode utilizar energia para negar a força da gravidade abaixo de si, permitindo que ele voe. Em uma atmosfera como a da Terra, Warlock é capaz de facilmente atingir a velocidade do som, cerca de 1.200 km/h. No entanto, enquanto no espaço, Warlock demonstrou ser capaz de atingir velocidades maiores do que a da luz.
- Afinidade com Almas: Embora Adam tenha demonstrado esse poder com a Joia da Alma, ele também demonstrou tais poderes sem a Joia da Alma, como exorcizar um demônio da alma de um homem, ver a alma de uma mulher e entrar nela. Devido a suas aventuras com o Surfista Prateado e tendo partilhado uma ligação espiritual com ele, Adam era até mesmo capaz de controlar a prancha do Surfista. Ele também partilhou sua alma com o Doutor Estranho.
- Consciência Cósmica: Adam possui a habilidade de detectar ou produzir buracos de minhoca e outras irregularidades no espaço em uma escala cósmica. Ele também possui a habilidade de sentir quando alguém está se teletransportando. Além disso, foi revelado que Adam existe além do reino do Caos e Ordem e está fora da Influência da entidade cósmica, Eternidade.
- Resistência a Manipulações na Realidade: Devido a ele estar firmemente preso a realidade, Adam é altamente resistente a "manipulação da realidade." Ele não foi afetado pela "Dança da Irrealidade" de Maya.
- Telepatia: Sem a Joia da Alma, Adam era capaz de projetar-se no plano astral. Ele enfrentou a Deusa com essa habilidade. Ele era capaz de atacar a forma física dela e suas rajadas cósmicas não o afetavam.
- Imortalidade: Embora Adam possa ser morto, ele nunca morre de verdade. Isso deve-se ao fato de sua alma ser tão forte, que até mesmo a Morte não pode clamar sua alma. Sendo assim, ele pode renascer.
- Casulo Evolucionário: Adam Warlock é capaz de criar um casulo em torno de si mesmo em questão de segundos. Ele fez isso poucas vezes durante sua vida, geralmente para se proteger de ferimentos mortais, e geralmente, embora não sempre, ele irá emergir do casulo em um nível maior de maturidade física ou mental. Não se sabe qual é a substância do casulo, de onde ele vem, nem para onde ele vai depois que Adam emerge dele.
- Força Sobre-Humana: Warlock possui força sobre-humana, listado como classe 4. Ele pode usar sua energia quântica para aumentar sua força. permitindo a ele alcançar classe 40 em menos de uma hora. No entanto, Adam Warlock foi capaz de enfrentar corpo-a-corpo, e ferir, seres como Magnum, Thor, e Olik.
- Resistência Sobre-Humana: Os tecidos corporais de Warlock são muito mais duros e resistentes a danos do que as de um ser humano. Ele é capaz de suportar grandes forças de impacto, quedas de grandes alturas, exposição a temperaturas e pressões extremas, o vácuo do espaço, e poderosas rajadas de energia sem sofrer ferimentos. Seu corpo também é especialmente adaptado para suportar os efeitos fisiologicamente debilitantes de se mover e correr a altos níveis de velocidade sem sofrer ferimentos. Adam sobreviveu a poderosos ataques de Thor, um clone de Thanos, Drax, e o Homem-Fera, apesar de todos eles o superarem fisicamente.
- Agilidade Sobre-Humana: A agilidade, equilíbrio e coordenação corporal de Warlock são melhoradas a níveis que estão além dos limites físicos naturais até mesmo do melhor atleta humano.
- Reflexos Sobre-Humanos: O tempo de reação de Warlock é igualmente melhorado, permitindo a ele reagir a um nível que está além dos limites físicos naturais do melhor atleta humano.
- Velocidade Sobre-Humana: Warlock é capaz de correr e se mover a velocidades muito maiores do que até mesmo do melhor atleta humano. Ele foi capaz de desviar de um ataque de Galactus feito à queima-roupa e reapareceu em cima dele. Se ele fez isso se teletransportando ou não, é desconhecido. Ele também foi capaz de se mover em velocidades que Drax não foi capaz de o ver.
- Vígor Super-Humano: A musculatura de Warlock gera menos fadiga durante atividades físicas que a musculatura de um ser humano. Enquanto não está utilizando sua energia para melhorar sua força física natural, Warlock pode se exercer ao limite máximo durante várias horas antes de a fadiga começar a o prejudicar.

Além de tudo isso Adam também tem a capacidade de se teletransportar e gerar campos de força. Ele também possui psicocinese.

### Antigos poderes conhecidos
- Absorção Cósmica: Entre as adaptações especiais do corpo de Warlock estavam células capazes de absorver e transformar energia cósmica para uso pessoal.
- Aumento Cósmico: Warlock podia usar esta energia para aumentar sua força física, resistência e poderes de recuperação.
- Rajadas de Energia Cósmica: Warlock possuía a habilidade de projetar energia cósmica de suas mãos como uma força de concussão. Os poderes de manipulação de energia de Warlock diminuíram no momento em que ele recebeu a Joia da Alma pelo Alto Evolucionário; ele perdeu os poderes de atirar rajadas de suas mãos e de melhorar a sua força antes de a adquirir. Se esta limitação de energia foi causada por sua relação simbiótica com a joia ou por algum outro fator ainda não se sabe. Quando Warlock foi convocado de dentro da joia para derrotar Thanos, ele parecia ter recuperado esses poderes cósmicos.

Durante, e após, o evento Aniquilação: Conquista, o poder de Adam mudou, com bilhões de almas o chamando para combate, as quais quase o deixaram insano e o fizeram se fechar em seu Casulo Evolucionário. Algumas de suas antigas habilidades foram perdidas como resultado dessa evolução. Muitas das suas habilidades antes do evento eram derivadas da Joia da Alma.
- Magia Quântica: Adam recebeu essas habilidades após emergir do casulo durante os eventos de Aniquilação. Ele descreveu a si mesmo como "Mago Quântico," embora não se saiba se é de fato magia.
- Criação de Feitiços: Adam Warlock possui a habilidade de criar "feitiços" com sua "Magia Quântica" para uma variedade de efeitos desejados. Com essa habilidade, ele excluiu uma Marca de Bruxa de seu corpo colocada por Magique, a qual era conhecida por ser impossível de desfazer. Em conjunto com a sua manipulação da energia, Adam usou esta habilidade para criar grandes explosões e mesclar linhas do tempo. Embora as capacidades totais deste poder são desconhecidas, ele exige uma energia adequada, dependendo de quão grande é o feito que ele deseja realizar.
- Manipulação de Almas: Adam possui a habilidade de manipular almas. Ele ainda parece possuir essa habilidade, apesar de possuir essa habilidade antes dos eventos de Aniquilação. Isto pode ser porque este poder foi ganho com o uso da Joia da Alma ao longo dos anos. Ele foi capaz de reforjar a espada de Phyla-Vell com as bilhões de almas Kree a sua volta.
- Localizar Espaços Curvos: Ele pode usar sua magia quântica para localizar e entrar em espaços curvos naturais, descontinuidades no tecido do espaço, para atravessar espaços interestelares.
- Manipulação de Energia Mágica: Apesar de ter admitido que ele não era capaz de manipular a energia tão bem como Vulcano, Adam tem a capacidade de manipular o suficiente outra energia mágica para recarregar a sua própria.
- Joia da Alma: Com a Joia da Alma, Adam possuía vários poderes. Sua maestria com a Joia era tão imensa que ele foi até mesmo capaz de utilizar seu poder para apagar, e destruir, uma linha do tempo inteira. Ele fez isso pelo menos uma vez, para apagar e destruir a linha do tempo em que ele ficou insano e se tornou Magus.
- Linguística: Com o poder da Joia da Alma, Adam era capaz de entender qualquer ser, não importando o idioma, devido a Joia ligar suas almas.
- Sugamento de Almas: Adam era capaz de utilizar a Joia da Alma para absorver a alma de alguém para dentro dele. Ele era capaz de ganhar qualquer conhecimento da pessoa que ele absorver com a Joia. A proficiência de Adam com essa habilidade era grande o suficiente para ele até mesmo ser capaz de sugar a alma de Thanos; e até mesmo Thanos temia essa habilidade. Acreditasse que apenas aqueles sem almas, ou entidades cósmicas abstratas, não eram afetados por esse ataque.
- Luz da Verdade: Com a Joia da Alma, Adam podia examinar seu alvo para procurar por uma alma, senciência, ou memória residual. Com essa habilidade, ele podia ver através de ilusões e quebrar controles da cabeca
- Rajada Cármica: Uma rajada que ataca e também sobrecarrega ou perturba, ou anima o centro espiritual de um individuo. Ele foi capaz de nocautear seres como Maxam, o Alto Revolucionário, e Quasar, e foi até mesmo visto afetando seres cósmicos como o Ladrão de Estrelas e seres poderosos como Mephisto. Thor é o único individuo conhecido que já teve sucesso em resistir ao ataque e só conseguiu porque ele possuía a sua força de vontade e a das Valquírias, ao contrário da crença de que ele simplesmente resistiu a Joia da Alma.

### Habilidades
- Mestre em Combate Corpo-a-Corpo: Warlock ganhou muita experiência em combate corpo-a-corpo ao longo de sua vida e, eventualmente, tornou-se bastante habilidoso. Ele é perito em artes marciais e utilizou, em algumas ocasiões, ataques nos pontos de pressões do corpo. Ele foi capaz de derrotar seres mais fortes que ele, como Triax e Magnum, ele também conseguiu lutar contra Olik, ainda que, fisicamente, ele não seja páreo para seres como Thor, Thanos, ou Hércules.
- Filósofo Talentoso: Warlock também um talentoso filósofo autodidata.
- Grande Estrategista: Adam é um talentoso estrategista e tático. Ele idealizou o plano para separar a Manopla do Infinito de Nebulosa e Thanos.

## Em outras mídias

### Desenhos animados
- Adam Warlock aparece na série animada  "Guardiões da Galáxia" lançada no Disney XD , Adam aparece na segunda temporada episódio 11 "Rock Your Baby"  seguindo adiante.
- Adam Warlock aparece na série animada Surfista Prateado, no episódio "The Forever War", dublado por Oliver Becker.
- Adam Warlock é destaque no episódio "O destino do Destino!", da série The Super Hero Squad Show, dublado por Dave Boat.
- Warlock também aparece em Vingadores: Os Heróis mais Poderosos da Terra, no episódio "Michael Korvac" dublado por Kirk Thornton. Ele aparece como um membro dos Guardiões da Galáxia.

### Filmes

#### Universo Cinematográfico Marvel
- O casulo de Adam aparece em uma das cenas pós-créditos de Guardiões da Galáxia Vol. 2 (2017). Na cena, Ayesha revela que o propósito de sua criação, é a destruição dos Guardiões da Galáxia. Em outubro de 2021, foi confirmado que o ator Will Poulter dará vida ao personagem em Guardians of the Galaxy Vol. 3.[19] Esta versão é um Soberano perfeito criado por sua mãe Ayesha e o Alto Evolucionário para capturar Rocket. Após a dupla libertá-lo de sua cápsula de nascimento antes que seu amadurecimento esteja completo, Warlock luta contra os Guardiões da Galáxia, mas é apreendido por eles. Após a morte de Ayesha, Warlock tenta destruir a nave do Alto Evolucionário, mas sucumbe aos ferimentos e falha, embora seja salvo da explosão da nave por Groot. Inspirado pela observação de Groot de que todos merecem uma segunda chance, Warlock mais tarde salva o Senhor das Estrelas e se junta a uma nova iteração dos Guardiões sob a liderança de Rocket.

### Videogames
- Adam Warlock aparece nos jogos Super Heroes: War of the Gems, Marvel: Avengers Alliance, Marvel: Avengers Alliance 2, Marvel Avengers Academy,Lego Marvel Super Heroes 2 e Marvel Future fight.

### Coletâneas
As histórias foram parte da Marvel Masterworks:
- 'Warlock Volume 1 (das revistas Marvel Premiere #1-2,Warlock #1-8 e The Incredible Hulk #176-178, 273 páginas, janeiro de 2007, ISBN 0-7851-2411-X)